# Annerstads församling
Annerstads församling är en församling i Ljungby pastorat i Allbo-Sunnerbo kontrakt i Växjö stift i Svenska kyrkan. Församlingen ligger i Ljungby kommun i Kronobergs län.

## Administrativ historik
Församlingen har medeltida ursprung. Församlingen var till 1962 moderförsamling i pastoratet Annerstad, Nöttja och Torpa, därefter ingick även Angelstads församling i pastoratet. Från 1992 var församlingen annexförsamling i pastoratet Lidhult, Odensjö, Vrå, Annerstad och Torpa. Från 2010 är församlingen annexförsamling i Ljungby pastorat.
Annerstad bildade fram till 1877 ett av de få "ärftliga pastoraten" i Svenska kyrkan. Det innebar att tjänsten som kyrkoherde i pastoratet gick i arv inom en familj så länge det där fanns en arvtagare som befanns kompetent för uppdraget (tillräckligt utbildad för att vara präst). Detta ärftliga pastorat upprättades 1591 av Johan III genom att hovpredikanten Georgius Marci fick en försäkran om pastoratet för sina bröstarvingar. 1781 utsträckte Gustav III dessutom förmånen till de manliga arvingar som på mödernet härstammade från hovpredikanten. Det vill säga arvsrätt kunde förmedlas också av predikantens efterkommande på kvinnolinjen.

## Kyrkor
- Annerstads kyrka